# Anomala latiuscula
Anomala latiuscula är en skalbaggsart som beskrevs av Louis Albert Péringuey 1908. Anomala latiuscula ingår i släktet Anomala och familjen Rutelidae. Inga underarter finns listade i Catalogue of Life.